# Arquebisbat Ortodox d'Ohrid
L'Arquebisbat d'Ohrid, és una diòcesi ortodoxa autònoma a Macedònia del Nord, sota la jurisdicció de l'Església Ortodoxa Sèrbia. Té un conflicte jurisdiccional amb l'Església Ortodoxa Macedònia d'ençà que aquesta va declarar unilateralment la seva autocefàlia el 1967. El primat d'aquesta església rep el títol d'Arquebisbe d'Ohrid i Metropolità de Skopje; actualment ocupa el càrrec Jovan Vraniskovski.